# Matsumae
Matsumae (松前町, Matsumae-chō) és una vila i municipi de la subprefectura d'Oshima, a Hokkaido, Japó. En l'antiguitat, Matsumae va ser la capital del domini de Matsumae. Matsumae és el municipi més meridional de tot Hokkaido. Junt amb la vila de Fukushima formen el districte de Matsumae.

## Geografia
La vila de Matsumae es troba a l'extrem sud de la península de Matsumae, una subpenínsula de la península d'Oshima. El municipi limita al nord amb Kaminokuni, pertanyent a la subprefectura de Hiyama i a l'est amb Fukushima, a la mateixa subprefectura. Al sud només es troba l'estret de Tsugaru i a l'altra banda la prefectura d'Aomori, a Honshu. Des de la seua annexió l'any 1954, el municipi també governa les illes d'Ōshima i Kojima, les dues inhabitades i ubicades a l'estret de Tsugaru.

## Història
Com a municipi més meridional de Hokkaido, aquest va ser el primer territori en contacte amb els japonesos. A principis del període Edo, el 1603 es va fundar a Matsumae, també anomenada en el passat amb el nom de Fukuyama, el domini de Matsumae, territori feudal dirigit per la família del mateix nom. Matsumae és l'únic lloc del Japó on hi ha un castell japonès, mostra de la llarga història de la vila. Matsumae pot considerar-se, inclús abans que Hakodate, la primera capital del Hokkaido japonés (aleshores Ezo).

### Cronologia
- Per abans de la fundació del municipi modern, vegeu-ne domini de Matsumae.
- 1900: Es funda la vila de Fukuyama.
- 1940: Fukuyama canvia el seu nom al de Matsumae, utilitzat ja a l'edat mitjana.
- 1953: S'inaugura la línia Matsumae.
- 1954: La vila de Matsumae absorbeix els pobles d'Oshima, Osawa i Kojima.
- 1988: Tanca la línia Matsumae.[2]